# André Magre
 (février 2021).
André Magre. né le 7 avril 1873 à Toulouse (Haute-Garonne) et mort le 8 juillet 1949 à Paris (Seine), est un haut fonctionnaire français. Il est secrétaire général de la présidence de la République de 1932 à 1940.

## Biographie

### Jeunesse et études
Pierre Paul André Magre est le fils de Jean Baptiste Magre, homme de lettres et sous-préfet, et de Marie Florentine Gautié. Il naît à Toulouse le 7 avril 1873. Il est le frère du poète de l’épopée cathare, Maurice Magre. 
Il suit des études de droit et obtient une licence de droit en 1890.

### Parcours professionnel
Il entre au cabinet du préfet de la Haute-Garonne en mars 1894. Il devient chef de cabinet du préfet de l'Ardèche, en janvier 1896, puis de la Mayenne, en janvier 1897. Il est secrétaire général de la préfecture de la Mayenne en avril 1898, puis sous-préfet de Melle (Deux-Sèvres) en janvier 1900, sous-préfet de Dinan (Côtes-d'Armor), en janvier 1907, de Briey (Meurthe-et-Moselle), en juin 1912, où il fait la connaissance du député de Briey et ancien ministre Albert Lebrun.
La guerre va rapprocher les deux hommes. Pendant la Première guerre mondiale, le jeune député de Briey, mobilisé à Verdun, garde le lien avec ses électeurs en s’appuyant sur son sous-préfet André Magre, ce qui constitue le début d’une longue amitié. En août 1914, le généralissime Joffre rappelle les permissionnaires, mais, pour montrer la volonté de paix, maintient les troupes à dix kilomètres de la frontière allemande, laissant sans protection le bassin métallurgique de Briey. L’Allemagne fait arrêter de façon préventive plusieurs centaines de personnalités. Le sous-préfet de Briey, André Magre, ne doit son salut qu’à la fuite en automobile. Il sera installé ensuite à Annemasse, détaché de Briey, pour y accueillir les réfugiés de Lorraine.
Il devient préfet du Tarn en janvier 1918, des Vosges en juillet 1921, puis de Meurthe-et-Moselle en avril 1923, dans le département dont Albert Lebrun est président du conseil général. Il obtient le grade de Conseiller d'État en décembre 1933. 
Il suit ce dernier en juillet comme directeur de cabinet à la présidence du Sénat, puis secrétaire général de la Présidence de la République, en mai 1932. C’est, sous la présidence Lebrun, qu’il perd sa femme. Il se remarie plus tard avec une autre femme, juive, pour laquelle il craint une arrestation sous l’occupation allemande. La femme de son frère Maurice Magre, juive également, est arrêtée à Nice et déportée à Drancy, puis Auschwitz, sans revenir.
Il suit le chef de l’État à Cangé, Bordeaux, Vichy. Il quitte ses fonctions le 15 juillet avec la création de l’État français et est admis à faire valoir ses droits à la retraite en septembre 1940. Après la guerre, il rend visite à l’ancien président Lebrun qui lui-même témoigne aux procès de Pétain et Laval. Il devient Conseiller d’État honoraire en mars 1945.
Il meurt le 8 juillet 1949 à Paris dans le 8e arrondissement,.

## Vie privée
Le 1er août 1900 à Toulouse, il épouse Marie Thérèse Camille Bouic. Le 17 avril 1940 à Paris 17e, il se marie en secondes noces ave Denise Rosenstock.

## Décorations
- Grand officier de la Légion d'honneur par décret du 13 juillet 1938[4]
  -  Commandeur de la Légion d'honneur par décret du 27 décembre 1931
  -  Officier de la Légion d'honneur par décret du 23 juin 1925
  -  Chevalier de la Légion d'honneur par décret du 24 février 1917
- Officier de l'Instruction publique (1913)
- Officier de l'ordre du Mérite agricole (1912)
- Médaille d'honneur de la mutualité échelon or
- citation civile (1915): "Sous préfet de Briey au moment de la guerre. Est resté plusieurs semaines en pays d'occupation, a pu s'évader et a rempli successivement différentes missions de guerre à Verdun d'octobre 1914 à février 1915 à organiser le ravitaillement des populations civiles demeurés entre la place et les lignes ennemis"

## Sources
1. ↑  « http://www.siv.archives-nationales.culture.gouv.fr/siv/UD/FRAN_IR_001514/d_1269 »
2. 1 2 3  « Acte de naissance », p. 105
3. ↑  « L'Est Républicain », sur kiosque.limedia.fr (consulté le 8 août 2024)
4. ↑  « Recherche - Base de données Léonore », sur www.leonore.archives-nationales.culture.gouv.fr (consulté le 3 juin 2022)